# Ostrowcze
Ostrowcze (bułg. Островче) – wieś w Bułgarii, w obwodzie Razgrad, w gminie Razgrad. W 2023 roku liczyła 123 mieszkańców.